# Пинтя (прізвище)
Пинтя — прізвище, поширене серед румунів, українців, молдован та нащадків карпатських мігрантів у країнах Східної Європи. Має складне, багатошарове походження, що сформувалося в багатомовному середовищі Мармарошу, Трансільванії та Карпат.

## Походження
Є кілька гіпотез щодо походження прізвища:
- Найімовірніше походить від угорського слова pintér[1], що означає бондар. У середовищі румунів, русинів та інших етносів регіону форма Pintér могла адаптуватися як Pintea, Pântea, Pântia або Пинтя, згодом трансформувалась у інші варіанти, зокрема можливо і Пантя.
- Існує версія, що Pintea — це адаптація зменшеної форми християнського імені Пантелеймон, однак така версія не пояснює походження прізвища у шляхетських родах Cupșa-Pintea, задокументованих у XVI–XVII століттях. Хоча більш імовірно, що саме скорочена, самостійна форма Пантя походить від християнського імені Пантелеймон, яке в церковнослов’янській традиції передається через грецьке ім’я Pantaleimon (грец. Παντελεήμων).
- Існують менш імовірні гіпотези про вплив латинських (від pingere — позначати, розмальовувати) та тюркських мовних пластів.

Прізвище зафіксоване в документах Трансільванії щонайменше з XVI століття, зокрема серед представників шляхетного волахського роду Cupșa-Pintea, що походив із регіону Țara Chioarului. Згідно з роботою історика, юриста, члена Академії Румунії Йоана де Пушкаріу по дослідженню трансильванської румунської шляхти та її генеалогії (Ioan de Pușcariu, Date istorice privitoare la familiile nobile românești din Ardeal, 1892), родина Cupșa мала визнаний шляхетський статус ще з XV століття.
Ім’я Pintea як елемент подвійного родового прізвища вперше виникає та чітко фіксується у документах XVII століття на батькові Григора Пинті — Gheorghe Cupșa-Pintea.

## Географічне поширення
Прізвище поширене в:
- Румунії — особливо в Мармарош, Сучаві, Трансільванії;
- Україні — Закарпаття, Буковина, Бессарабія;
- Молдові;
- країнах колишнього СРСР, включаючи Сибір, Поволжя, Урал[4].

## Причини міграції
Основними причинами цієї міграції були:
- репресії після поразки куруцьких повстань[5];
- релігійний тиск (уніатизація) в Австрійській імперії[6];
- колонізаційна політика Російської імперії[7];
- надання земель, пільг і підтримка православ’я в нових поселеннях[8].

## Відомі носії
- Пинтя Герман Васильович (1894—1968) — румунський державний діяч, міський голова Одеси під час румунської адміністрації.
- Пинтя Хоробрий (справжнє ім’я — Григор Пинтя; 1670—1703) — ватажок загону опришків, учасник куруцьких повстань.